# HOPE/HOSBO
HOPE (HOchleistungs-PEnetrator) und HOSBO (HOchleistungs-Spreng-BOmbe) sind zwei Gleitflugkörper, die von der Firma Diehl BGT Defence in Zusammenarbeit mit dem Bundesamt für Wehrtechnik und Beschaffung für die Bundeswehr entwickelt werden. Das Zielspektrum umfasst in erster Linie ober- und unterirdische Landziele.

## Geschichte
Beide Projekte wurden parallel Ende der 1990er Jahre gestartet. Am 22. September 2008 wurde bei einem Testabwurf eines HoPe durch einen Tornado über dem nordschwedischen Testgelände Vidsel erstmals die Einsatzfähigkeit der Waffe aus dem Flug erprobt. Der Abschluss der Entwicklungsarbeiten wurde bis 2010 angestrebt. Herstellerseitig wurden nach 2012 kaum Informationen herausgegeben. Ein Nachfolgeprojekt ist unter dem Namen „Pilum“ bekannt.

## Die Flugkörper
Die Vorgaben der Luftwaffe machten die Entwicklung zweier unterschiedlicher Gleitflugkörper notwendig.

### HOPE

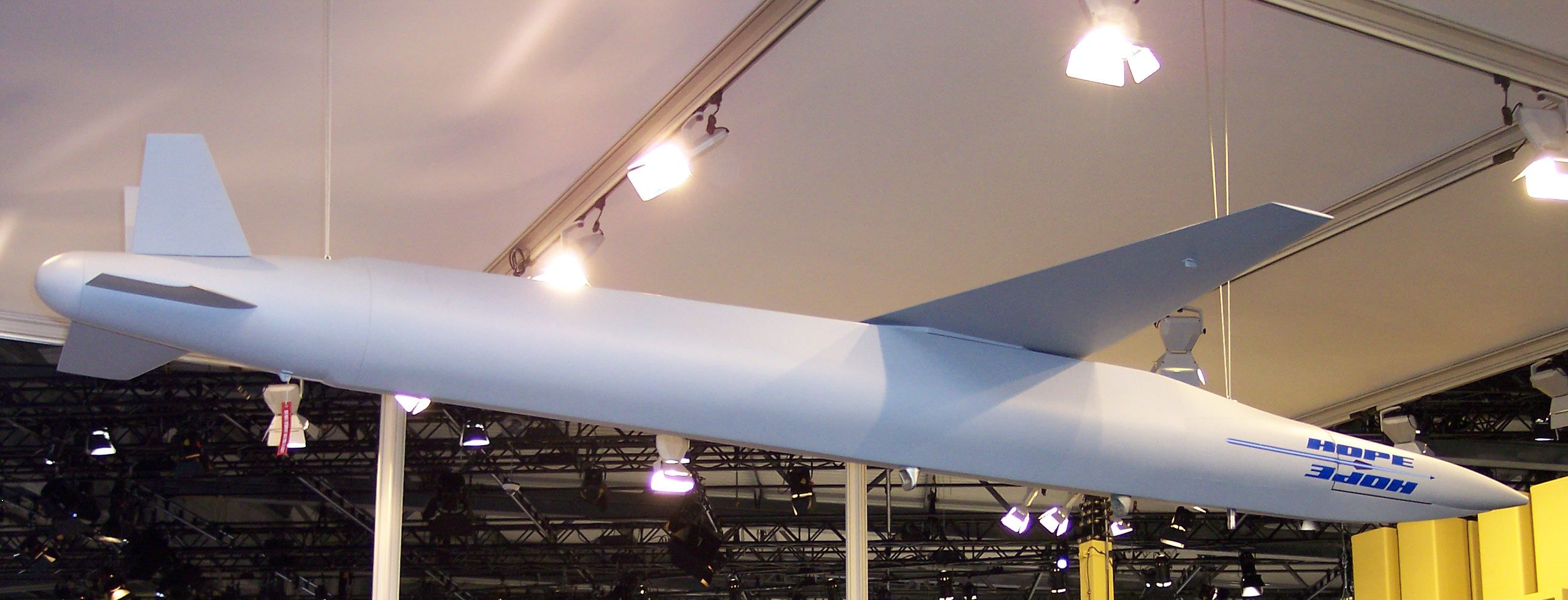
HOPE auf der ILA2006

HOPE ist eine Gleitbombe, die speziell zur Bekämpfung harter ober- und unterirdischer Ziele entwickelt wurde. Dafür verfügt sie über einen Hochleistungspenetrator, dessen Wirkleistung laut Hersteller allen bisherigen Systemen überlegen sein soll. Besondere Aufmerksamkeit wurde dabei auf die Bekämpfung terroristischer Unterstände in Höhlen und Tunneln gerichtet. Der antriebslose Gleitflugkörper wird bei hoher Unterschallgeschwindigkeit ausgeklinkt und hat dank seiner aerodynamischen Auslegung eine Reichweite von bis zu 160 Kilometern (abhängig von der Flughöhe und -geschwindigkeit des Flugzeugs) bei gleichzeitig hoher Manövrierfähigkeit. Die Anforderungen an Zielgenauigkeit, Allwetterfähigkeit und Störresistenz sollen mittels GPS/INS-Lenkung, elektro-optischer Sensoren und besonders abgestimmter Zielanflüge erfüllt werden.

### HOSBO

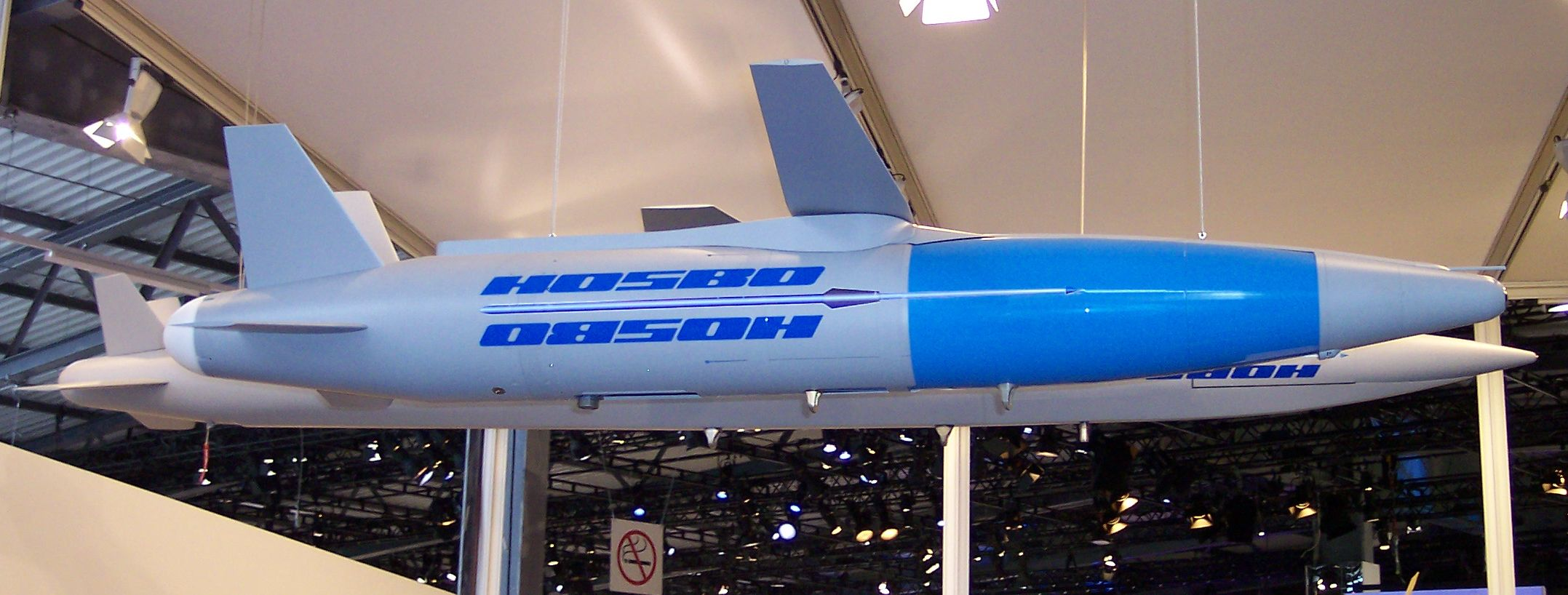
HOSBO auf der ILA2006

HOSBO ist eine Gleitbombe, die mit unterschiedlichen Gefechtsköpfen ausgerüstet werden kann. Die Möglichkeiten reichen von klassischen Sprengköpfen bis zu sogenannten nicht-tödlichen Waffen (zum Beispiel Spreng-Splitter, Blitz-Knall oder Hochleistungs-Mikrowellen). Die Flugeigenschaften und -anforderungen sowie die Konfigurationen der Sensoren sind identisch mit denen der HOPE-Gleitbombe.
Auf der ILA 2004 wurden HOPE und HOSBO zum ersten Mal der Öffentlichkeit vorgestellt.

### Pilum
Auf der Luftfahrtausstellung in Le Bourget 2011 präsentierte die Firma Diehl eine Weiterentwicklung des HOPE/HOSBO-Flugkörpers. Mit Hilfe des israelischen Rüstungskonzerns Rafael soll der Flugkörper mit einem neuen Suchkopf ausgestattet werden, der auf Spice basieren soll. Die Reichweite soll bei 100 Kilometern liegen.

## Technische Daten
| Kenngröße     | Daten HOPE                                             | Daten HOSBO                                                         |
| ------------- | ------------------------------------------------------ | ------------------------------------------------------------------- |
| Hauptfunktion | Gleitflugkörper mittlerer Reichweite gegen harte Ziele | Gleitflugkörper mittlerer Reichweite gegen verschiedene Bedrohungen |
| Hersteller    | Diehl BGT Defence                                      | Diehl BGT Defence                                                   |
| Länge         | ca. 5 m                                                | ca. 3,5 m                                                           |
| Durchmesser   | ca. 40 cm                                              | ca. 40 cm                                                           |
| Gewicht       | 1.400 kg                                               | 907 kg                                                              |
| Reichweite    | 160 km                                                 | 160 km                                                              |
| Lenkung       | GPS/INS-Lenkung, elektro-optische Sensoren             | GPS/INS-Lenkung, elektro-optische Sensoren                          |